# میهای ندف
میهای ندف (رومانیایی: Mihai Nedef; ۸ دسامبر ۱۹۳۱ – ۱۰ ژوئن ۲۰۱۷) بازیکن بسکتبال اهل رومانی بود. وی در بازی‌های المپیک تابستانی ۱۹۵۲ شرکت کرده‌است.